# Glabais
Glabais (à ne pas confondre avec Glabbeek, commune du Brabant flamand) est une section de la ville belge de Genappe située en Région wallonne dans la province du Brabant wallon.

## Démographie
- Sources:INS, Rem:1831 jusqu'en 1970=recensements, 1976= nombre d'habitants au 31 décembre

## Patrimoine et culture

### Patrimoine architectural
- Église Saint-Pierre de Glabais.
- Ferme Tout lui faut.
- Ferme Saint-Pierre.

Ferme Tout lui faut
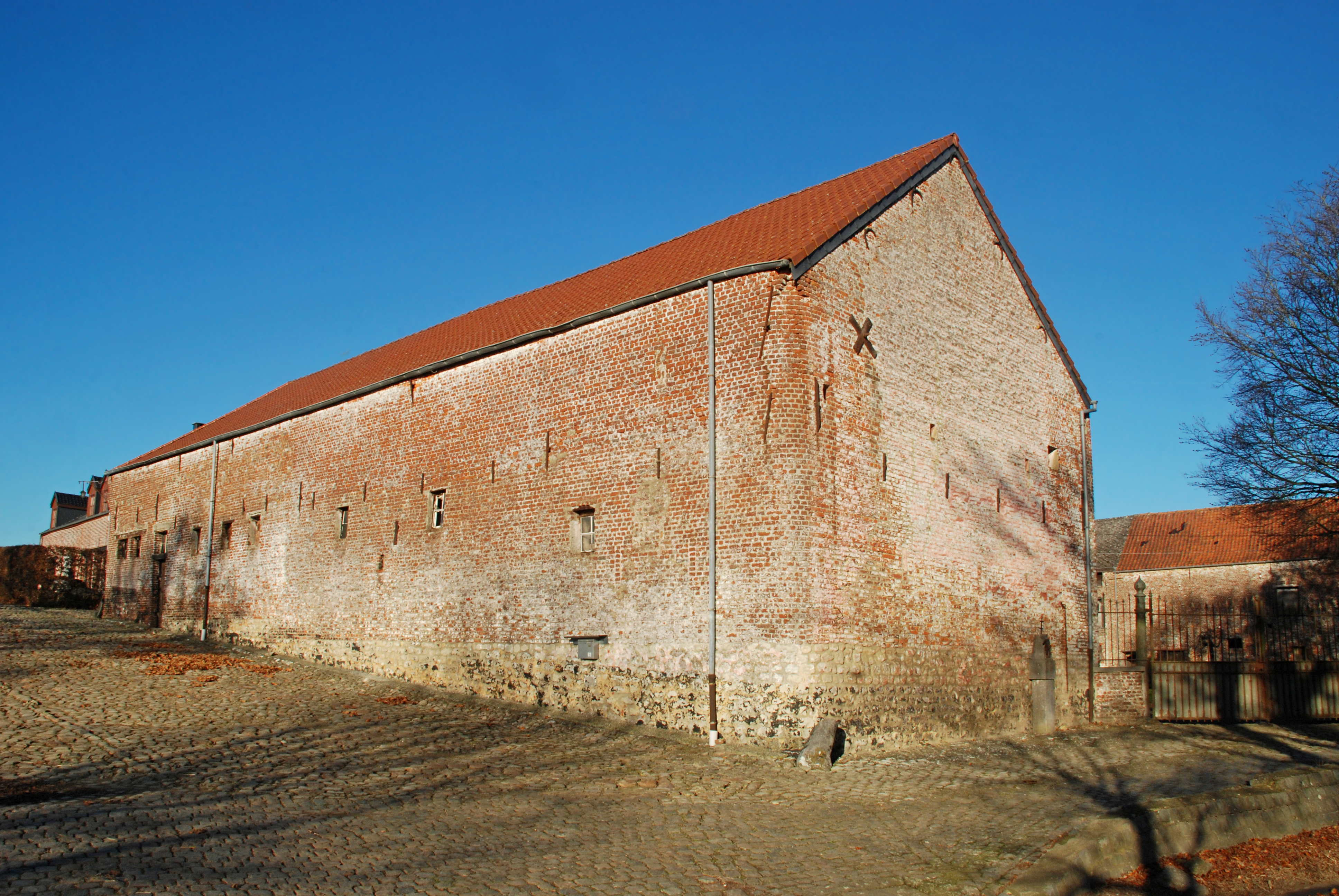
Annexe occidentale.
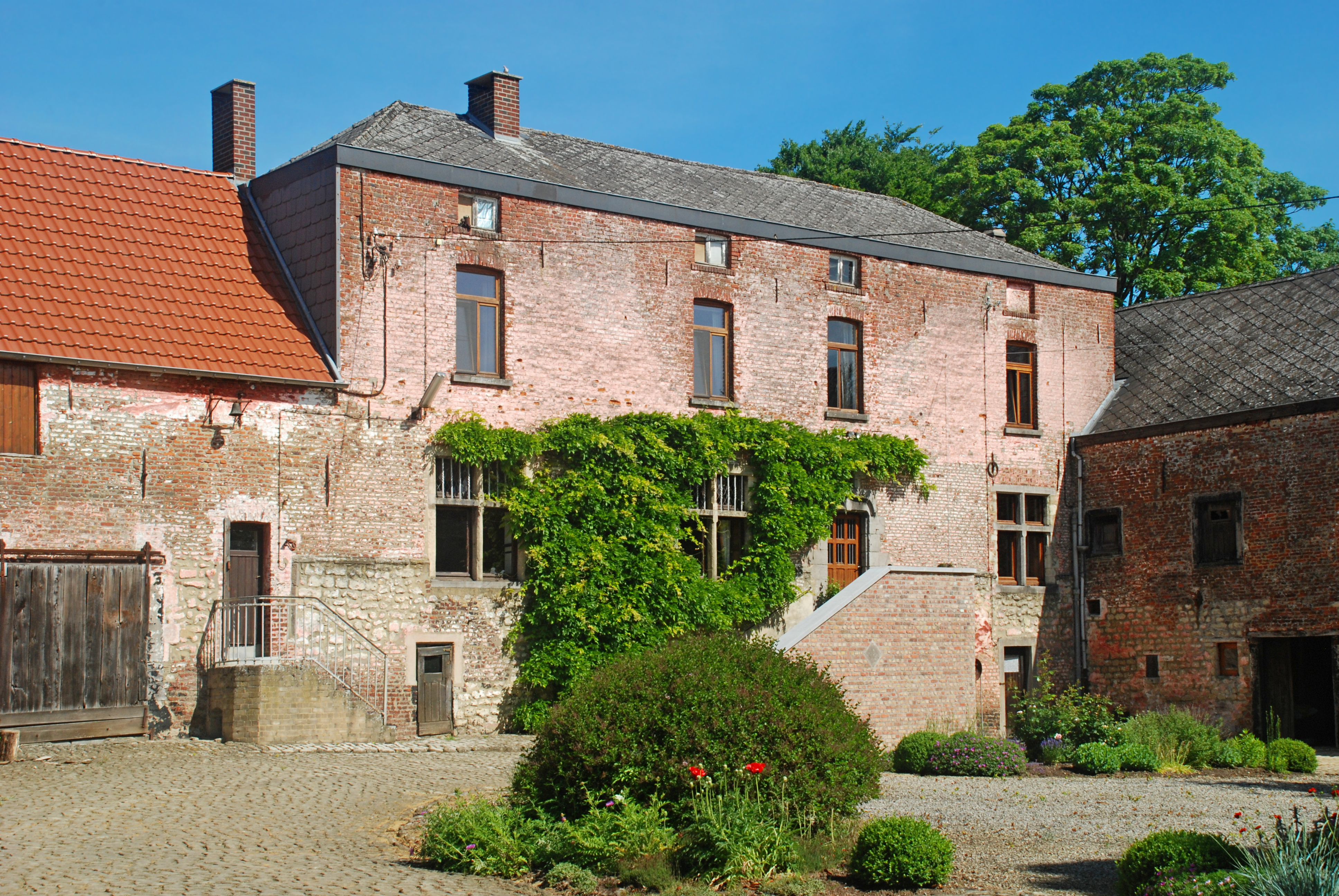
Corps de logis.
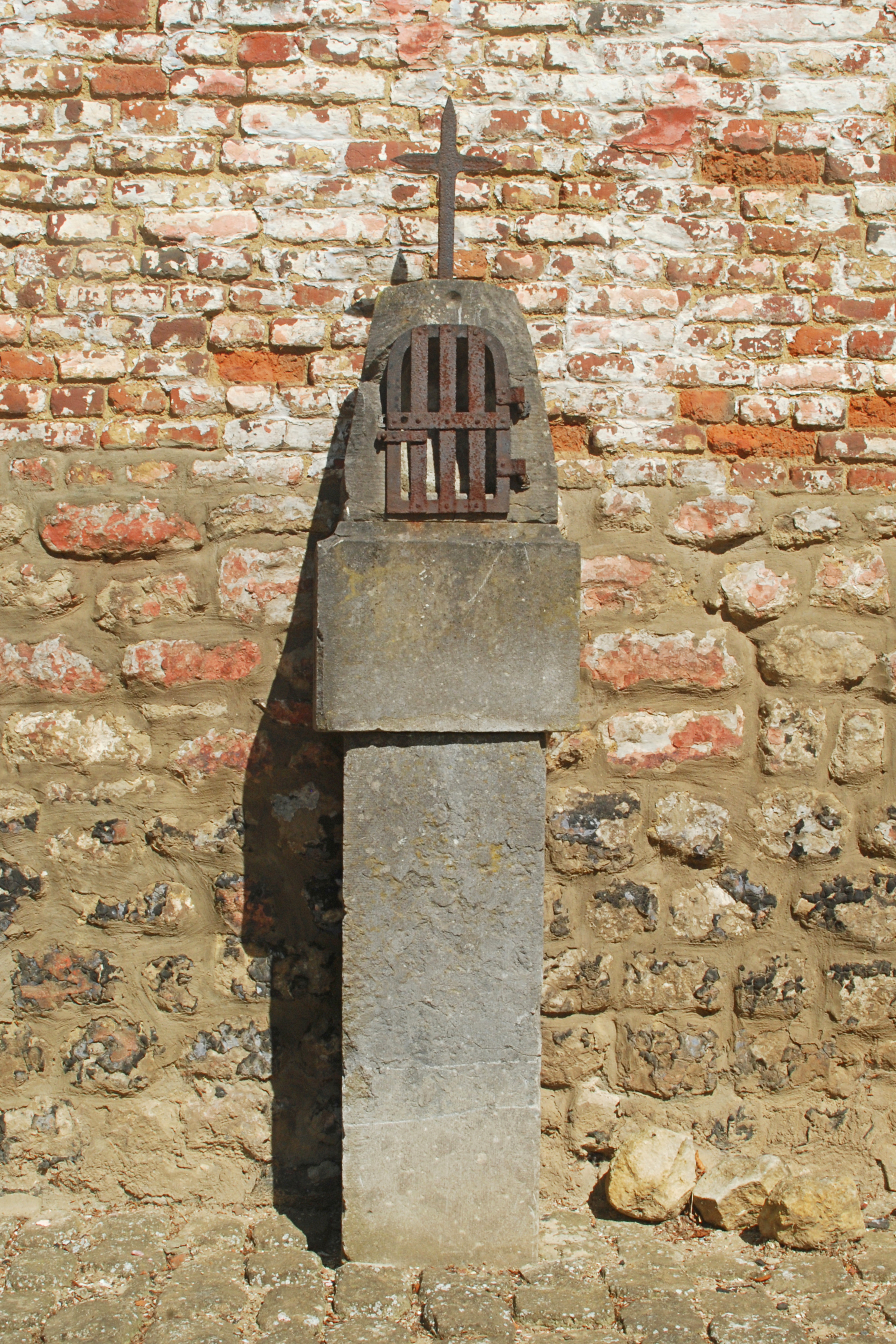
Potale.

Ferme Saint-Pierre
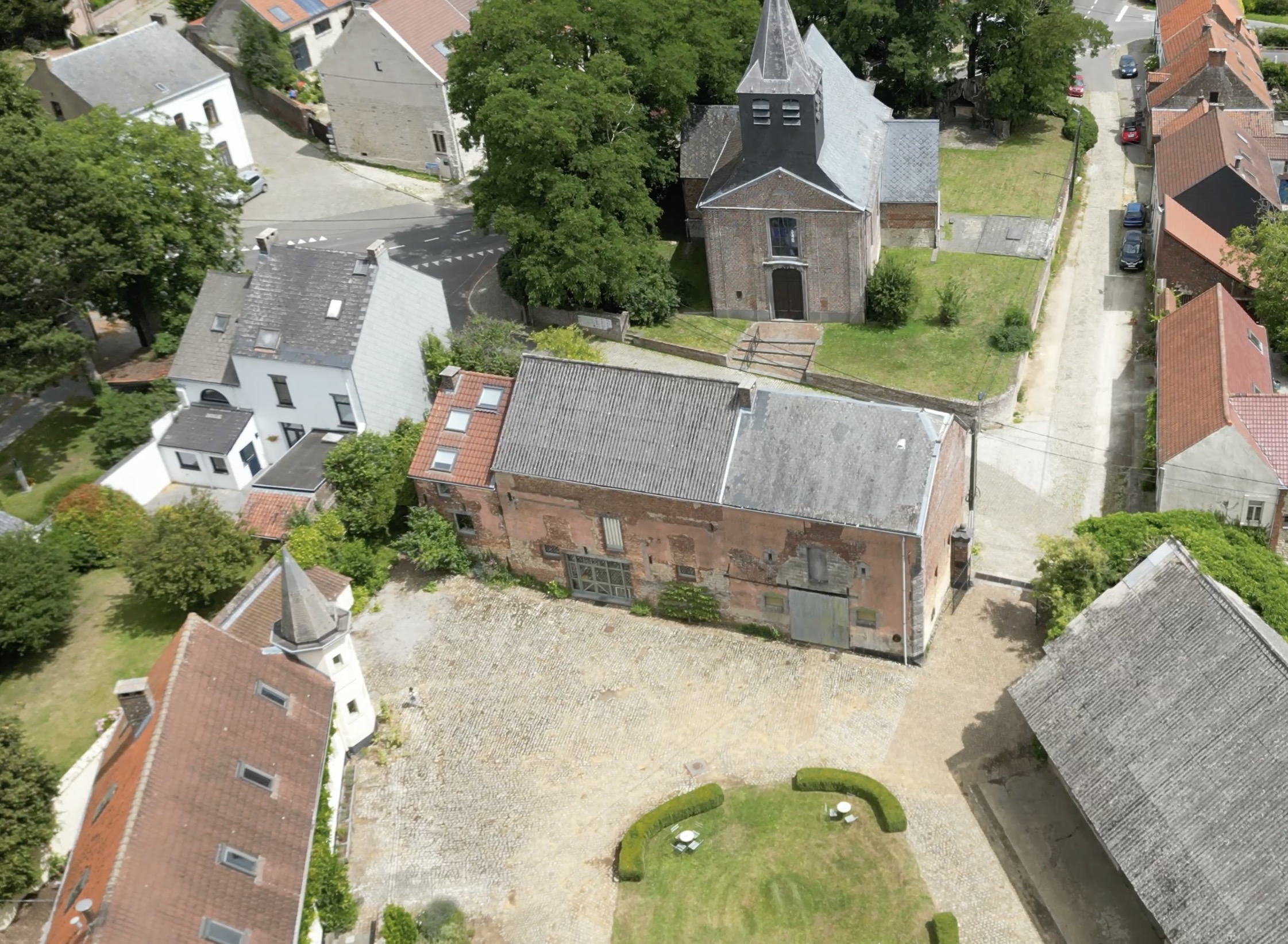
Ferme Saint-Pierre et église Saint-Pierre.

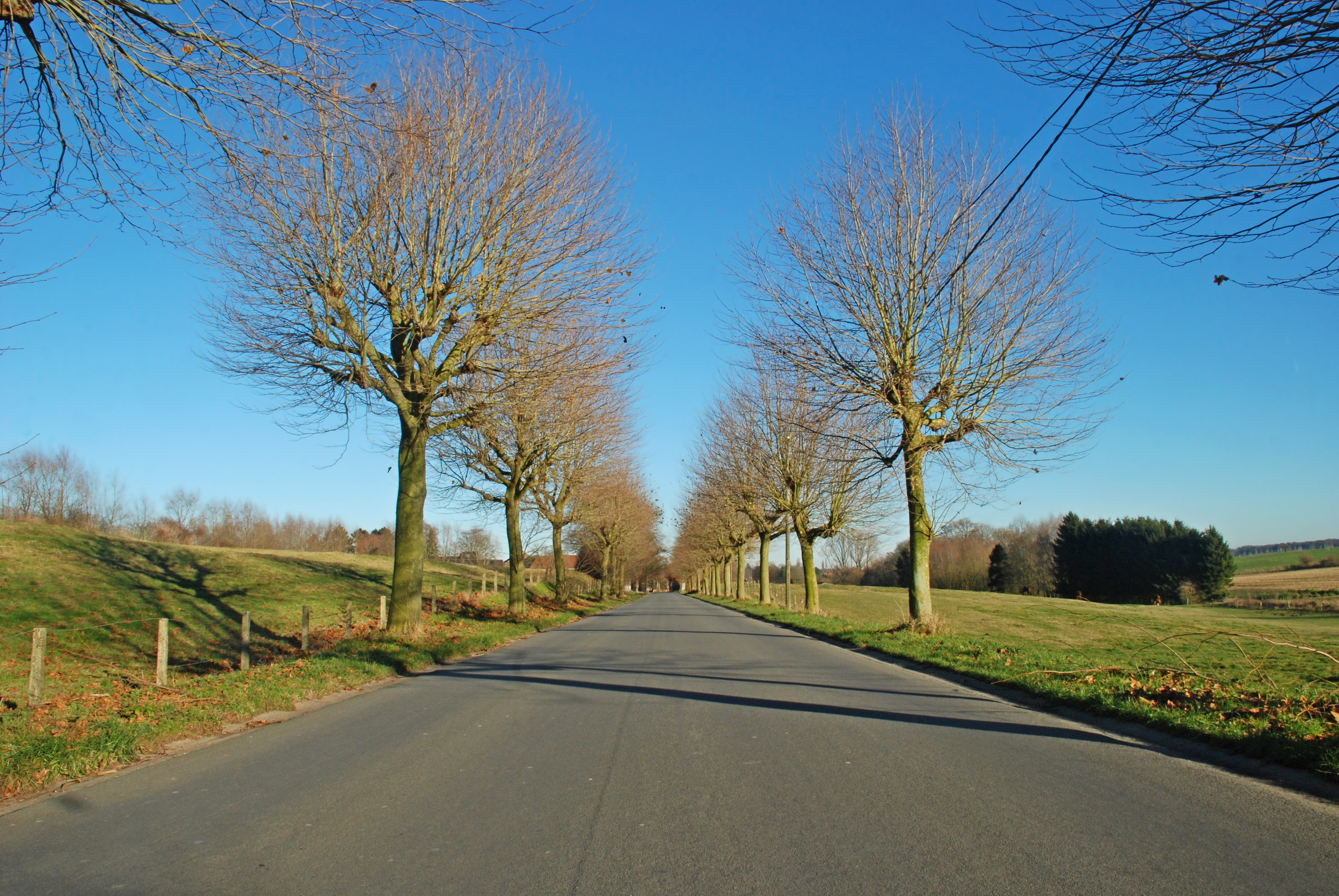
La Haute Rue, qui mène de la chaussée de Bruxelles au village de Glabais.